# 수원시 을
수원시 을은 대한민국의 국회의원 선거구이다. 경기도 수원시의 일부 지역을 관할한다. 현직 국회의원은 더불어민주당의 백혜련이다.

## 역사
대한민국 제19대 국회의원 선거를 앞두고 수원시 지역의 선거구가 개편되었다. 이에 권선구 서둔동을 제외한 나머지 권선구 지역이 수원시 을 선거구를 형성하게 되었다.
제20대 국회의원 선거를 앞두고 수원시 병 선거구에서 권선구 서둔동을 편입했으며, 수원시 갑 선거구에서 장안구 율천동을 편입했다. 또한 일부 지역이 수원시 무 선거구로 분구되었다.

## 관할 구역
| 대수  | 관할 구역                                                                                       |
| ----- | ----------------------------------------------------------------------------------------------- |
| 19대  | 수원시 권선구 세류1동, 세류2동, 세류3동, 권선1동, 권선2동, 곡선동, 평동, 구운동, 금호동, 입북동 |
| 20대~ | 수원시 장안구 율천동 수원시 권선구 평동, 서둔동, 구운동, 금곡동, 호매실동, 입북동               |

## 역대 국회의원
| 선거   | 정당 | 정당         | 의원   |
| ------ | ---- | ------------ | ------ |
| 2012년 |      | 민주통합당   | 신장용 |
| 2014년 |      | 새누리당     | 정미경 |
| 2016년 |      | 더불어민주당 | 백혜련 |
| 2020년 |      | 더불어민주당 | 백혜련 |
| 2024년 |      | 더불어민주당 | 백혜련 |

## 역대 선거 결과

### 대한민국 제19대 국회의원 선거
|  | 40.53% |

|  | 33.23% |

|  | 23.77% |

|  | 1.64% |

|  | 0.81% |

### 2014년 대한민국 재보궐선거
|  | 55.69% |

|  | 38.20% |

|  | 4.86% |

|  | 1.23% |

### 대한민국 제20대 국회의원 선거
|  | 47.14% |

|  | 36.97% |

|  | 13.88% |

|  | 1.98% |

### 대한민국 제21대 국회의원 선거
|  | 60.68% |

|  | 38.30% |

|  | 1.00% |

### 대한민국 제22대 국회의원 선거
|  | 61.73% |

|  | 38.26% |